# Maigret

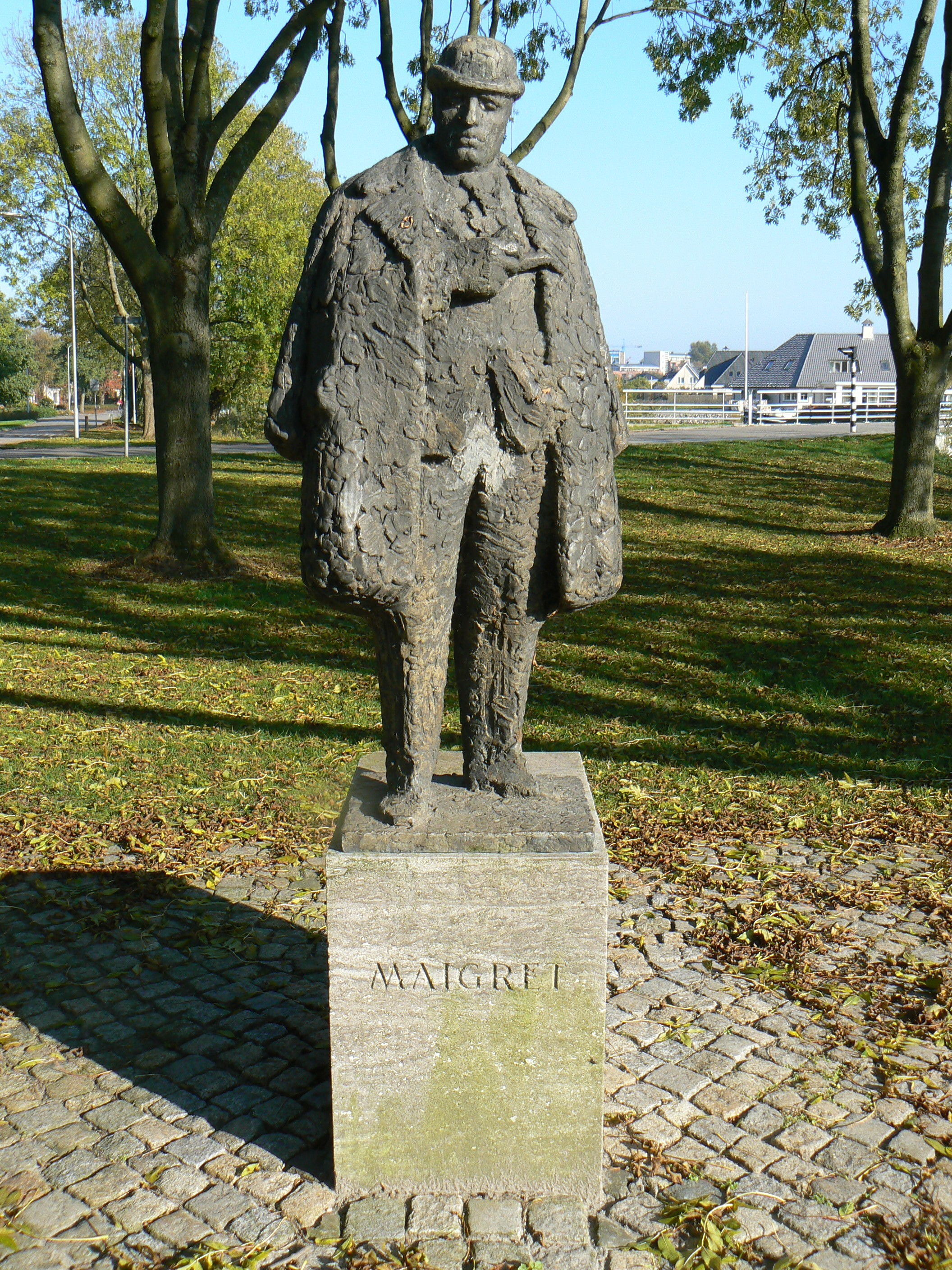
Maigret, dargestellt auf einer Skulptur von Pieter d’Hont, die 1966 in Delfzijl errichtet wurde

Jules Maigret ist eine literarische Figur des belgischen Schriftstellers Georges Simenon. Er ist die Hauptfigur in 75 Romanen und 28 Erzählungen, die Simenon in einem Zeitraum von über 40 Jahren verfasste. Die Kriminalromane werden auch als Maigret-Romane bezeichnet, in Abgrenzung zu Simenons Non-Maigret-Romanen, die andere Hauptfiguren haben und oft nicht dem Genre der Kriminalliteratur zuzurechnen sind. Anders als beim klassischen Whodunit liegt der Fokus in den Maigret-Romanen weniger auf der Ermittlung des Täters als auf dem psychologischen Motiv hinter der Tat.
Maigret ist ein Kommissar der Pariser Kriminalpolizei mittleren Alters mit stämmiger Figur, der gerne isst, trinkt und Pfeife raucht. Typisch für ihn sind seine unerschütterliche Ruhe, sein Einfühlungsvermögen bei der Aufklärung eines Verbrechens und sein Verständnis für die Täter, das ihn nicht über deren Taten urteilen lässt. Zahlreiche Schauspieler verkörperten die Figur in Filmen und Fernsehserien. Erdacht hat Simenon seinen Protagonisten nach eigenen Angaben 1929 in einem Café im niederländischen Delfzijl.

## Entstehungsgeschichte
In den 1920er Jahren war Georges Simenon ein äußerst produktiver Autor von Groschenromanen und Kurzgeschichten aus verschiedenen Genres der Trivialliteratur, die er unter einer Vielzahl von Pseudonymen publizierte. Bevorzugt schrieb er an Bord zweier Boote, mit denen er 1928 die Flüsse und Kanäle Frankreichs und im Folgejahr die Atlantikküste über Belgien, die Niederlande bis zur Ostsee bereiste. Auf diesen Reisen entwickelte Simenon zum ersten Mal die Figur Maigret, die ihn berühmt machen sollte.

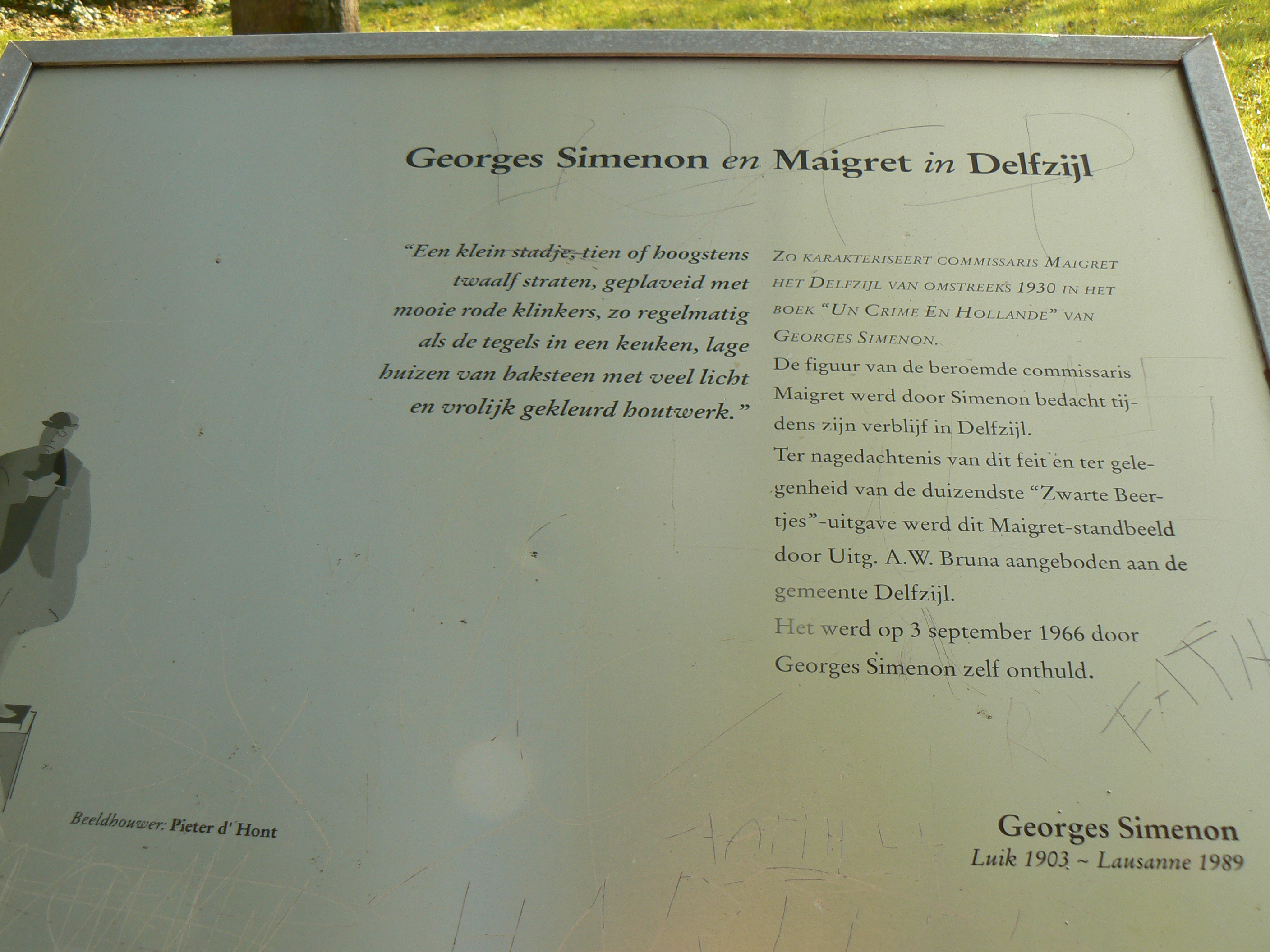
Gedenkplakette in Delfzijl, die an die Erfindung Maigrets sowie den Roman Maigret und das Verbrechen in Holland erinnert

Simenon beschrieb später, dass sein Boot, die Ostrogoth, im Winter 1929/1930 im Hafen von Delfzijl, einer Stadt der nördlichen Niederlande, vor Anker lag. Er selbst saß an einem sonnigen Vormittag in einem Café und hatte etwas getrunken: „Jedenfalls sah ich nach einer Stunde, ein wenig schläfrig, allmählich die mächtige, unbewegliche Statur eines Mannes sich abzeichnen, der mir einen rechten Kommissar abzugeben schien.“ Simenon stattete die Figur mit verschiedenen Requisiten aus: „eine Pfeife, eine Melone auf dem Kopf, einen dicken Überzieher mit Samtkragen. Und weil es in meinem verlassenen Boot so feucht-kalt war, genehmigte ich ihm für sein Büro einen alten Kanonenofen.“ Bereits am nächsten Tag habe Simenon das erste Kapitel des ersten Maigret-Romans Pietr-le-Letton geschrieben, der wenige Tage später fertiggestellt war.
Im Widerspruch zu diesen Aussagen entschlüsselte die Simenon-Forschung, dass Pietr-le-Letton zwar der zuerst geschriebene der heute bekannten 75 Maigret-Romane war, dass die Figur Maigret allerdings bereits in vier zuvor entstandenen und unter Pseudonym veröffentlichten Romanen einen unterschiedlich langen Auftritt hatte, so in L’amant sans nom als namenloser, massiger, Pfeife rauchender Detektiv N. 49 und in Train de nuit erstmals als ruhiger und die Verbrecher verstehender Kommissar mit dem Namen Maigret. In La femme rousse stand Maigret noch ganz im Schatten seines Assistenten Torrence, und erst in La maison d’inquiétude avancierte er erstmals zur Hauptfigur. Entgegen Simenons Erinnerung war es Train de nuit oder La maison d’inquiétude, der in Delfzijl entstand, allerdings bereits im September 1929, wohingegen Pietr-le-Letton vermutlich erst im Frühjahr/Sommer 1930 in Paris fertiggestellt wurde. Pietr-le-Letton bildete auch nicht den Auftakt der erfolgreichen Serie, denn Simenons Verlag Fayard ließ den Autor einige Bände vorab fertigstellen und eröffnete die Maigret-Reihe im Februar 1931 mit zwei später geschriebenen Büchern: Monsieur Gallet, décédé und Le Pendu de Saint-Pholien.
Die Maigret-Romane waren die ersten Werke, die Simenon nicht unter Pseudonym, sondern unter seinem Realnamen veröffentlichte. Trotz ihres großen Erfolgs ließ Simenon die Reihe 1934 nach neunzehn Romanen auslaufen. Im abschließenden Band mit dem schlichten Titel Maigret (deutsch: Maigret und sein Neffe) befand sich der Kommissar bereits im Ruhestand. Simenon, der nach eigenen Worten die Maigrets als „halbliterarische Romane“, als „Sicherheitsnetz“ auf dem Sprung zu wirklicher Literatur betrachtete, wandte sich von 1934 an ausschließlich den Non-Maigret-Romanen zu, mit denen er sich als ernsthafter Literat einen Namen machen wollte. Doch bereits vier Jahre später erschienen die ersten Maigret-Erzählungen in verschiedenen Zeitungen. 1942 kehrte Simenon endgültig in Form eines Sammelbandes unter dem Titel Maigret revient (Maigret kehrt zurück) mit Romanen zu seiner populärsten Schöpfung zurück. Von da an entstanden die Maigret- und Non-Maigret-Romane in ständigem Wechsel, bis sich Simenon 1972 endgültig von den fiktionalen Werken zurückzog. Sein letzter Roman war noch einmal ein Maigret-Roman: Maigret et Monsieur Charles.
Oft wird die Maigret-Reihe nach ihrer Entstehungszeit in verschiedene Perioden untergliedert. Stanley G. Eskin unterscheidet nach den drei Verlagen, in denen Simenon publizierte, den „Fayard-Maigret“ der ersten 19 Romane, den „Gallimard-Maigret“ der Jahre während des Zweiten Weltkriegs sowie den „Presses-de-la-Cité-Maigret“ nach Simenons Übersiedlung nach Amerika. Josef Quack trennt die letzte Phase noch einmal in zwei Perioden, in deren erster der Detektivroman noch eng mit dem psychologischen Roman verknüpft ist, während die Romane der letzten Periode mit ihren allgemeinen Fragen nach Schuld und Verbrechen kaum noch den Prinzipien eines Kriminalromans gehorchen.
Über die Jahre hinweg schlichen sich in die Maigret-Reihe eine ganze Reihe von Unstimmigkeiten ein, die bis zu unterschiedlichen Vornamen und Geburtsdaten des Protagonisten reichten. Laut Simenons Biograf Fenton Bresler waren die Romane zuweilen „schlampig konzipiert“. So wird bereits im ersten Roman der Serie Pietr-le-Letton Maigrets Gehilfe Torrence getötet, was Simenon nicht daran hinderte, ihn in den Folgeromanen wieder an Maigrets Seite zu gesellen. Simenon gab später zu, dass er schlicht vergessen hatte, dass Torrence bereits gestorben war. In Maigrets Memoiren nimmt Simenon seine Fehler selbstironisch aufs Korn und lässt Maigret berichten: „Auf einem Regalbrett meiner Bibliothek stehen Simenons Bücher. Ich habe darin alles, was nicht stimmt, geduldig mit Blaustift angestrichen […]. Was mich vielleicht am meisten irritiert hat, ist seine Unart, Daten zu verwechseln“.

## Fiktive Biografie

### Geburt und Jugend
Maigret heißt mit Vornamen Jules. In späteren Ausschmückungen – oder wie Stanley G. Eskin anmerkt „aus auktorialer Vergeßlichkeit“ – wurden weitere Vornamen hinzugefügt. So lautet sein vollständiger Name in Maigrets erste Untersuchung Jules Amédée François Maigret, in Maigret und sein Revolver dagegen Jules-Joseph Anthelme Maigret. Maigrets Geburtsdatum lässt sich aus drei Romanen unterschiedlich bestimmen. In Maigret und der verstorbene Monsieur Gallet ist er am 27. Juni 1930 45 Jahre alt, Maigrets erste Untersuchung datiert den jungen Polizisten am 15. April 1913 auf 26 Jahre. Zu einem völlig anderen Geburtsjahr führt schließlich der Roman Maigret und der einsame Mann, der im August 1965 spielt und in dem Maigret „bald fünfundfünfzig wurde“. Die widersprüchlichen Angaben über Maigrets Alter im Verlauf der Serie haben verschiedene Maigret-Forscher in Chronologien zu glätten versucht.

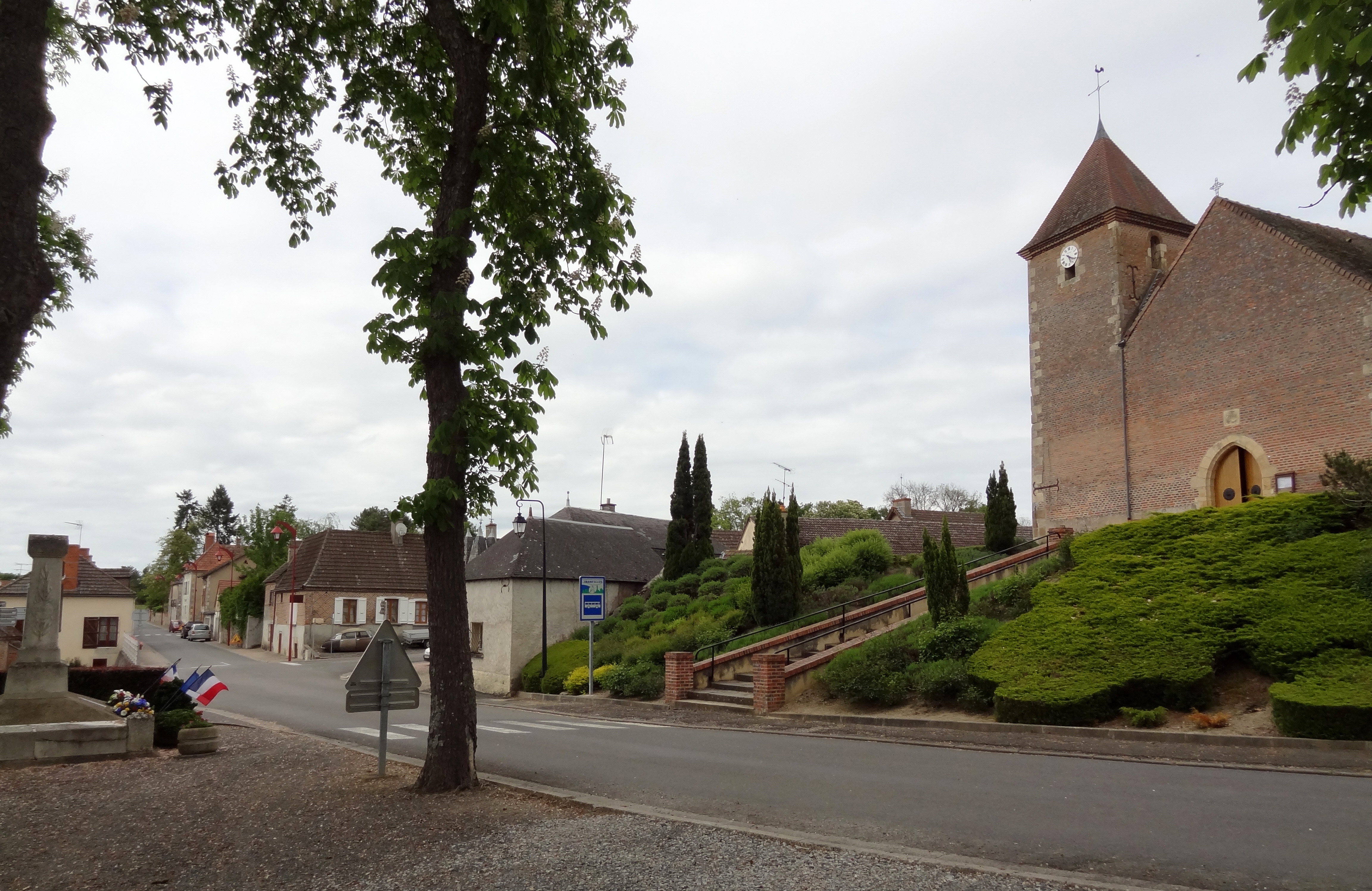
Ortskern von Paray-le-Frésil, dem realen Vorbild von Maigrets Geburtsort Saint-Fiacre

Maigret wurde im Verwalterhaus des Schlosses Saint-Fiacre nahe der Stadt Moulins im Département Allier geboren. Sein Vater Évariste Maigret war dreißig Jahre lang der Verwalter des Schlosses. In Maigret und die Affäre Saint-Fiacre kehrt Maigret an seinen Geburtsort zurück und muss den Niedergang des gräflichen Anwesens miterleben. Als reales Vorbild der fiktiven Ortschaft Saint-Fiacre diente Simenon Paray-le-Frésil, das er 1931 als Privatsekretär des Marquis d’Estutt de Tracy kennengelernt hatte. Maigret besuchte das Lycée Banville in Moulins. Seine Mutter starb an Komplikationen bei der Geburt ihres zweiten Kindes, als Maigret acht Jahre alt war. Der Junge lebte danach bei seiner Tante in Nantes, wo er zwei Jahre Medizin studierte. Als sein Vater mit 44 Jahren an Brustfellentzündung starb, brach Maigret das Studium ab und ging nach Paris, um Geld zu verdienen. Davon abweichend ist in Maigret und Pietr der Lette von einem Medizinstudium an der Sorbonne im Pariser Quartier Latin die Rede.

### Polizeikarriere

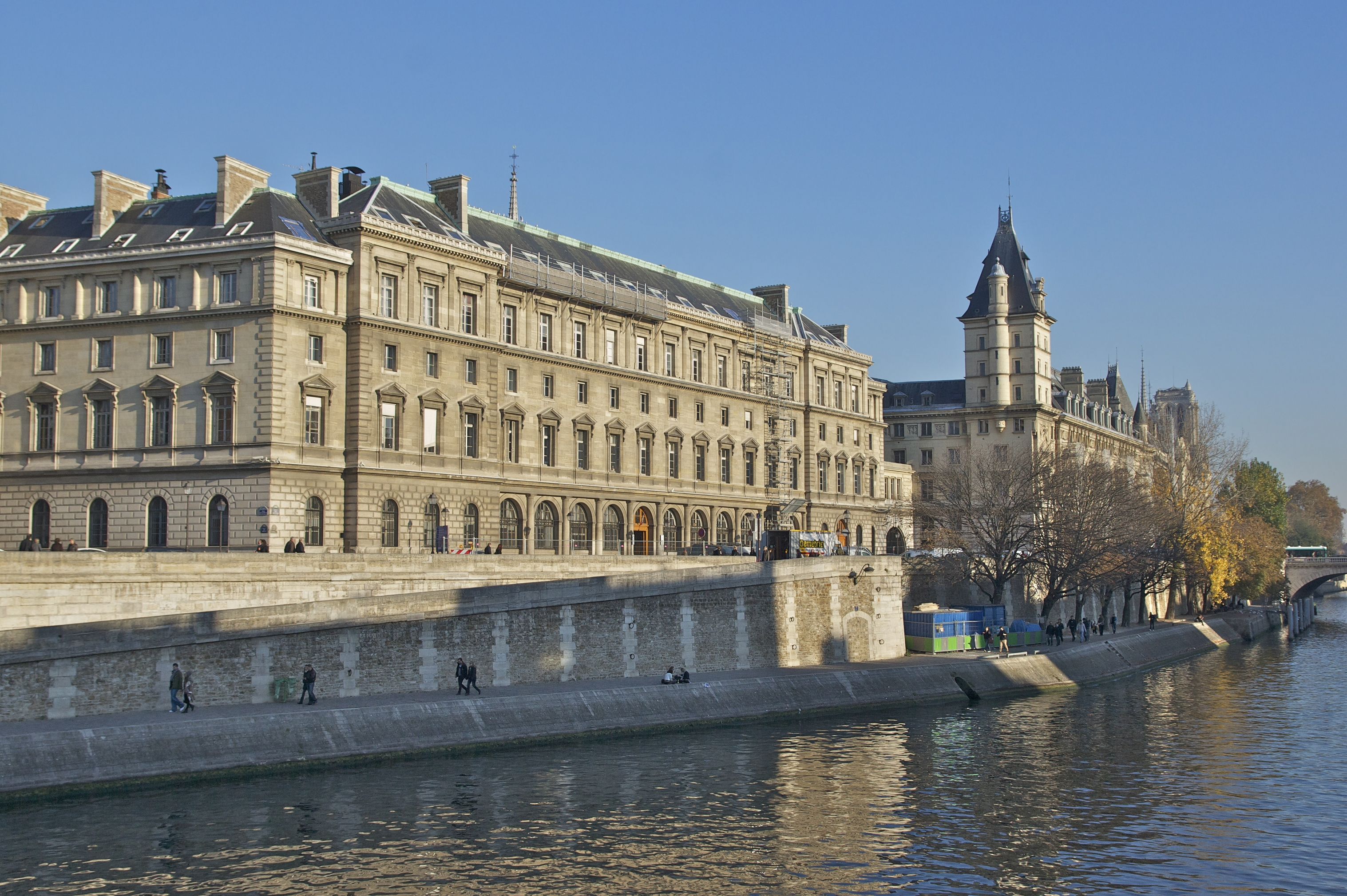
Quai des Orfèvres, von der Seine aus gesehen

Zur Polizei kam Maigret durch Inspektor (im Original: Inspecteur de police) Jacquemain, einen Zimmernachbarn in seiner Pariser Pension. Er rief im jungen Maigret seinen ewigen Kindheitstraum wach, in den Quai des Orfèvres, das Hauptquartier der Pariser Kriminalpolizei, zu gelangen. Doch zuvor musste sich Maigret in der ungeliebten Uniform beim Streifendienst bewähren, bewachte Bahnhöfe und Warenhäuser und durchlief Stationen bei der Pariser Sitten- und Fremdenpolizei. Gefördert wurde Maigret durch Xavier Guichard, den Leiter der Pariser Kriminalpolizei, der mit seinem Vater bekannt war. Tatsächlich hieß der echte Leiter der Pariser Kriminalpolizei Xavier Guichard, und er hatte Simenon nach dem Erfolg seiner ersten Romane zu einem Informationsbesuch hinter die Kulissen des Quai des Orfèvres eingeladen.
Maigrets erste Ermittlung wird im Roman Maigrets erste Untersuchung beschrieben. Er ist zu diesem Zeitpunkt 26 Jahre alt, seit vier Jahren bei der Polizei und bekleidet das Amt eines Kommissariatssekretärs auf dem Polizeirevier Saint-Georges im 9. Arrondissement. Nachdem Maigret mehr herausgefunden hat, als seinen Vorgesetzten lieb ist, wird er zum  Inspecteur de police (etwa: Kriminalkommissar / Kriminaloberkommissar) befördert und zur Brigade der Police judicaire (Kriminalpolizei) von Kommissar (im Original: Commissaire de police) Barodet versetzt. Rund zwanzig Jahre dient Maigret als kleiner Inspektor, bis ihn die Berufung zum Commissaire de police (Kriminalrat) und Leiter der Mordkommission ereilt. In Maigret vor dem Schwurgericht, zwei Jahre vor seiner Pensionierung, bekleidet Maigret (in der deutschen Übersetzung) den Rang eines Hauptkommissars (eigentlich Commissaire divisionnaire und einen Kriminaldirektor meinend). Als Krönung seiner Laufbahn wird ihm in Maigret und Monsieur Charles die Position des „Großen Chefs“, des Leiters der Kriminalpolizei, angeboten, doch er schlägt die Beförderung aus, um weiterhin eigenhändig in die Ermittlungen eingreifen zu können.

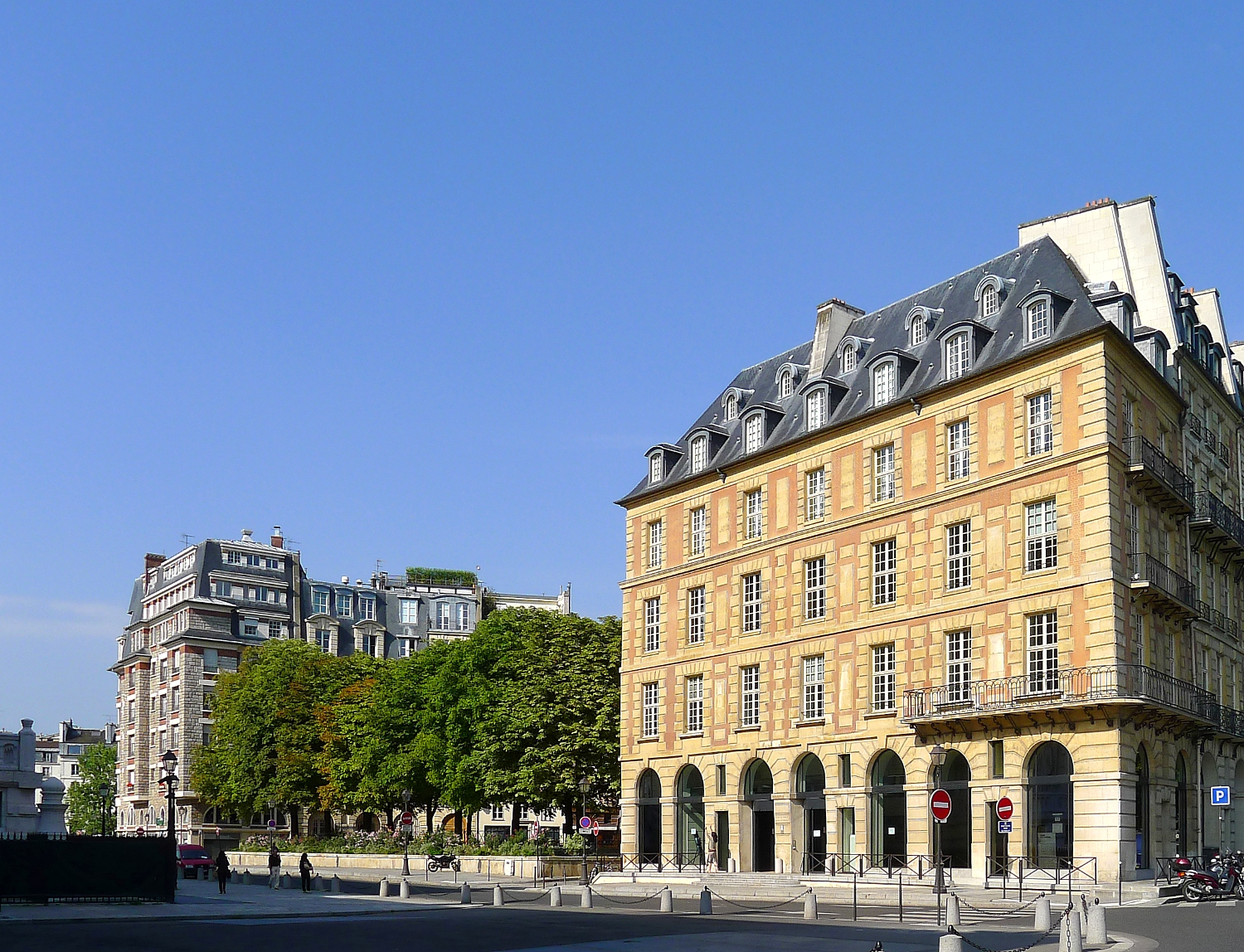
Blick auf die Place Dauphine, im Vordergrund das ehemalige Café Aux Trois Marches

In Maigrets Büro steht ein alter gusseiserner Ofen, der als einziger die Installation einer Zentralheizung im Gebäude überstanden hat. Maigret erstritt den Ofen erfolgreich bei der Polizeiverwaltung. Wenn ihm ein anstehender Fall nicht erlaubt, das Essen bei seiner Frau einzunehmen, verbringt der Kommissar die Mittagspausen in der nahegelegenen Brasserie Dauphine. Bei langen Verhören ist es zum Ritual geworden, dass er von dort Bier und Sandwiches in sein Büro anliefern lässt, damit sich Polizisten und Verdächtige gemeinsam stärken. Das reale Vorbild der Brasserie war das Café Aux Trois Marches (Auf drei Stufen) an der Place Dauphine.
Bei seinen Ermittlungen wird der Kommissar von einem gleich bleibenden Stamm von Inspektoren unterstützt. Besonders eng arbeitet Maigret mit Lucas zusammen, der nach seiner Pensionierung sein Büro übernimmt. Lucas ist ebenfalls untersetzt, aber einen Kopf kleiner und nur halb so breit wie sein Chef. Er neigt dazu, Maigret bis in Kleinigkeiten hin nachzuahmen, so dass er oft wie dessen „Kopie“ wirkt. Auch in einigen Non-Maigret-Romanen verkörpert der zum Kommissar beförderte Lucas die polizeilichen Ermittlungen, so in Der Mann, der den Zügen nachsah. Ebenfalls als „dick“ wird Torrence beschrieben, der die Kriminalpolizei verlässt, um ein eigenes Detektivbüro zu gründen. Dieses Detektivbüro bildet den Hintergrund des Non-Maigret-Bands Les Dossiers de l’Agence O. Zwei jüngere Inspektoren in Maigrets Brigade sind Janvier und Lapointe. Der Spitzname „Kleiner“, den zuerst Janvier trägt, bleibt von seinem ersten Auftritt in Madame Maigrets Freundin an dem jungen Lapointe vorbehalten, für den der kinderlose Kommissar beinahe väterliche Gefühle entwickelt. Kein direkter Untergebener ist der stets missgelaunte Inspektor Lognon alias Inspektor Griesgram aus dem 18. Arrondissement, dessen unregelmäßige tragikomische Auftritte sich dennoch im Titel einer Kurzgeschichte und eines Romans niederschlagen (Maigret und Inspektor Griesgram, Maigret, Lognon und die Gangster). Zum Personal gehören weiterhin Moers vom Erkennungsdienst und der Gerichtsmediziner Dr. Paul.
Als berühmter Kommissar wird Maigret immer wieder in die Provinz gerufen. In Maigret und die alte Dame schaltet sich gar der Justizminister persönlich ein und beordert den Kommissar in die Normandie. Als Folge einer Strafversetzung verbringt Maigret einen längeren Zeitraum in Luçon im Département Vendée, wo Maigret im Haus des Richters spielt. In Mein Freund Maigret verfolgt Inspektor Pyke von Scotland Yard Maigrets Ermittlungen auf der Mittelmeerinsel Porquerolles, um die berühmte „Methode“ seines französischen Kollegen kennenzulernen. Maigret und sein Revolver beschreibt den Gegenbesuch des französischen Kommissars in London, Maigret in Arizona einen Studienaufenthalt als Gast des FBI in den USA. Bei anderen Gelegenheiten wie in Maigret bei den Flamen ermittelt Maigret privat und nimmt sich am Ende auch heraus, die Schuldigen nicht der Polizei zu überstellen, sondern ihrem Schicksal zu überlassen. In Maigret und die Schleuse Nr. 1 reicht der Kommissar, deutlich vor der Altersgrenze, ein Gesuch zur Versetzung in den Ruhestand ein, dem stattgegeben wird. Auch nach seiner Pensionierung ermittelt Maigret weiter, so in Maigret und sein Neffe, Maigret regt sich auf und Maigret in New York, wo ihn ein Auftrag bis nach New York führt.

### Privatleben

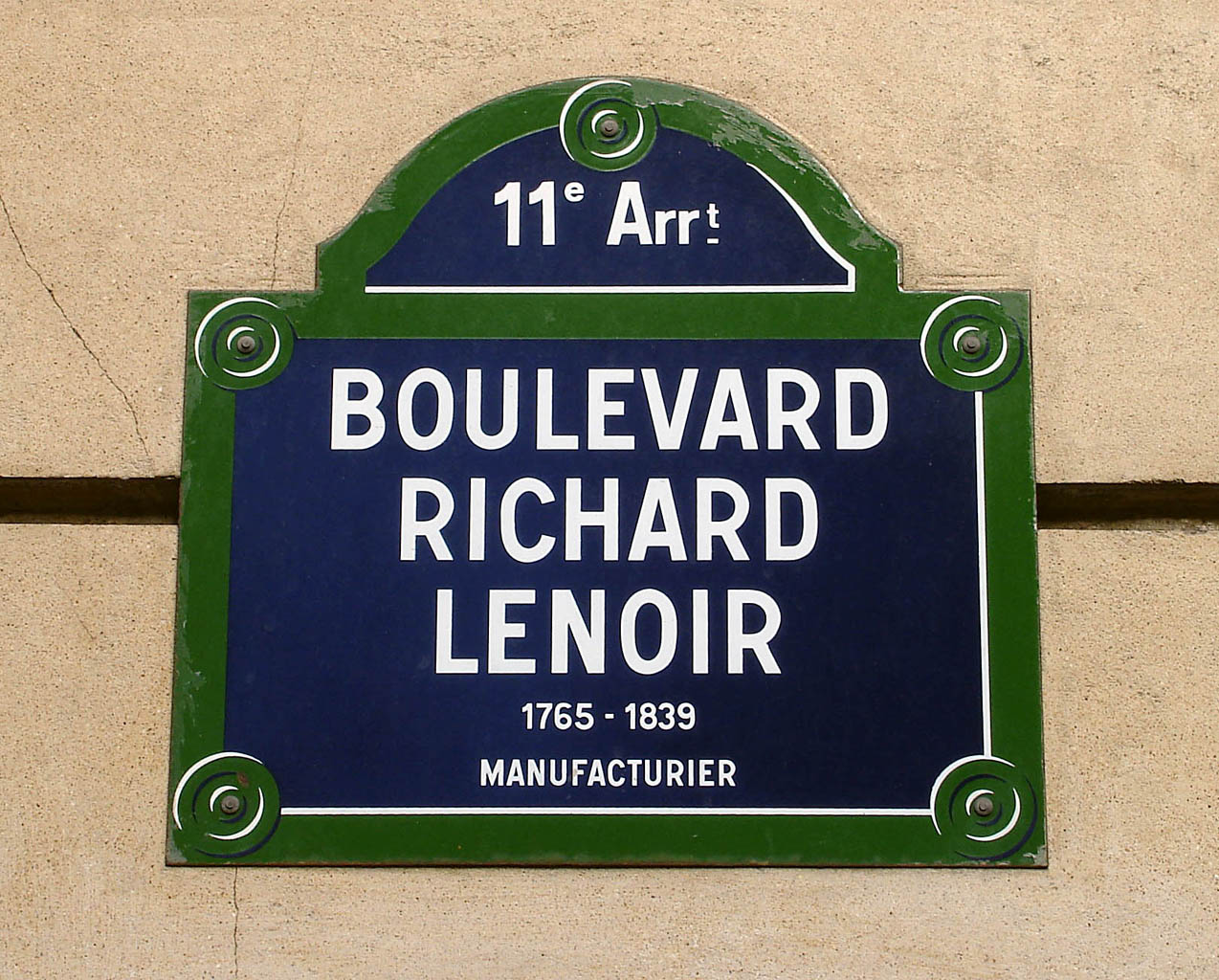
Straßenschild des Boulevard Richard-Lenoir in Paris

Maigret ist seit Ende 1912 verheiratet mit Madame Maigret, wie sie überwiegend in den Romanen bloß genannt wird. Die Eheleute Maigret sprechen sich weder mit Vornamen noch mit Kosenamen an, weil sie sich, wie es in Maigret und das Gespenst heißt, „in gewisser Weise fühlten, als wären sie ein und dieselbe Person.“ Wenn er doch einmal genannt wird, gibt es für Madame Maigrets Vornamen unterschiedliche Versionen. In der Kurzgeschichte Madame Maigrets Liebhaber heißt sie Henriette, in Maigrets Memoiren Louise und stammt aus der elsässischen Familie Léonard, deren Mitglieder seit Generationen im Straßen- und Brückenbau tätig sind. In den Memoiren wird auch geschildert, wie Maigret seine Frau auf einer Party im Hause ihres Onkels kennenlernte.
Laut Lucille F. Becker ist Madame Maigret der Prototyp einer altmodischen und unemanzipierten Hausfrau, deren Rolle sich zumeist darauf beschränkt, für ihren Gatten das Essen warm zu halten. Simenon hingegen bezeichnete sie als sein Idealkonzept einer Ehefrau. Nur selten greift Madame Maigret direkt in die Ermittlungen ihres Mannes ein, zumeist redet er nicht einmal mit ihr über seine Fälle, doch wenn sich ihre Informationen für ihren Mann als nützlich erweisen, erfüllt sie dies mit Stolz. Das Ehepaar hat keine Kinder, was ein wunder Punkt in ihrer Beziehung ist und insbesondere Madame Maigrets großer Kummer. Eine Tochter starb kurz nach der Geburt. Maigrets Neffe, der Sohn der Schwester seiner Frau, Philippe Lauer ergreift ebenfalls den Polizeiberuf, wie in Maigret und sein Neffe geschildert wird. Er erweist sich der Arbeit jedoch nicht als gewachsen und quittiert den Dienst, um in der Seifenfabrik seines Schwiegervaters eine Stelle anzunehmen.
Schon 1913 bewohnen die Maigrets ihre Wohnung am Boulevard Richard-Lenoir. Obwohl sie nach „etwas besserem“ suchen, leben sie die folgenden 30 Jahre unter dieser Adresse und mieten später eine Nachbarwohnung dazu. Die Hausnummer 132 wird nur in einem einzigen Roman verraten, in Maigret und sein Toter. Die Adresse gilt laut Michel Carly als französische Version der Baker Street 221b. Im Alter siedeln die Maigrets in ein Altersdomizil in Meung-sur-Loire um, wo Maigret in seinem Gemüsegarten gärtnert, im Sommer mit Vorliebe einen Strohhut trägt und regelmäßig in der Dorfkneipe Karten spielt. Im Gegensatz zu seiner Frau besitzt der Kommissar keinen Führerschein und wird daher hin und wieder von Madame Maigret chauffiert.
In Maigrets Privatleben gibt es wenig nähere Bekanntschaften, mit denen er Umgang pflegt. Sein engster Freund ist vom Roman Maigret und sein Revolver an der Arzt Dr. Pardon, mit dem Maigret der Gerichtsmediziner Jussieu bekannt gemacht hat. Seither besuchen sich die Ehepaare regelmäßig gegenseitig, und die beiden Männer diskutieren mit Vorliebe über ihre Berufe. Eher negative Gefühle weckt hingegen die Begegnung mit Maigrets Jugendfreunden Léon Florentin in Maigrets Jugendfreund, Ferdinand Fumal in Maigret erlebt eine Niederlage, Ernest Malik in Maigret regt sich auf oder dem Studienfreund Julien Chabot in Maigret hat Angst.

### Erscheinungsbild und Mentalität

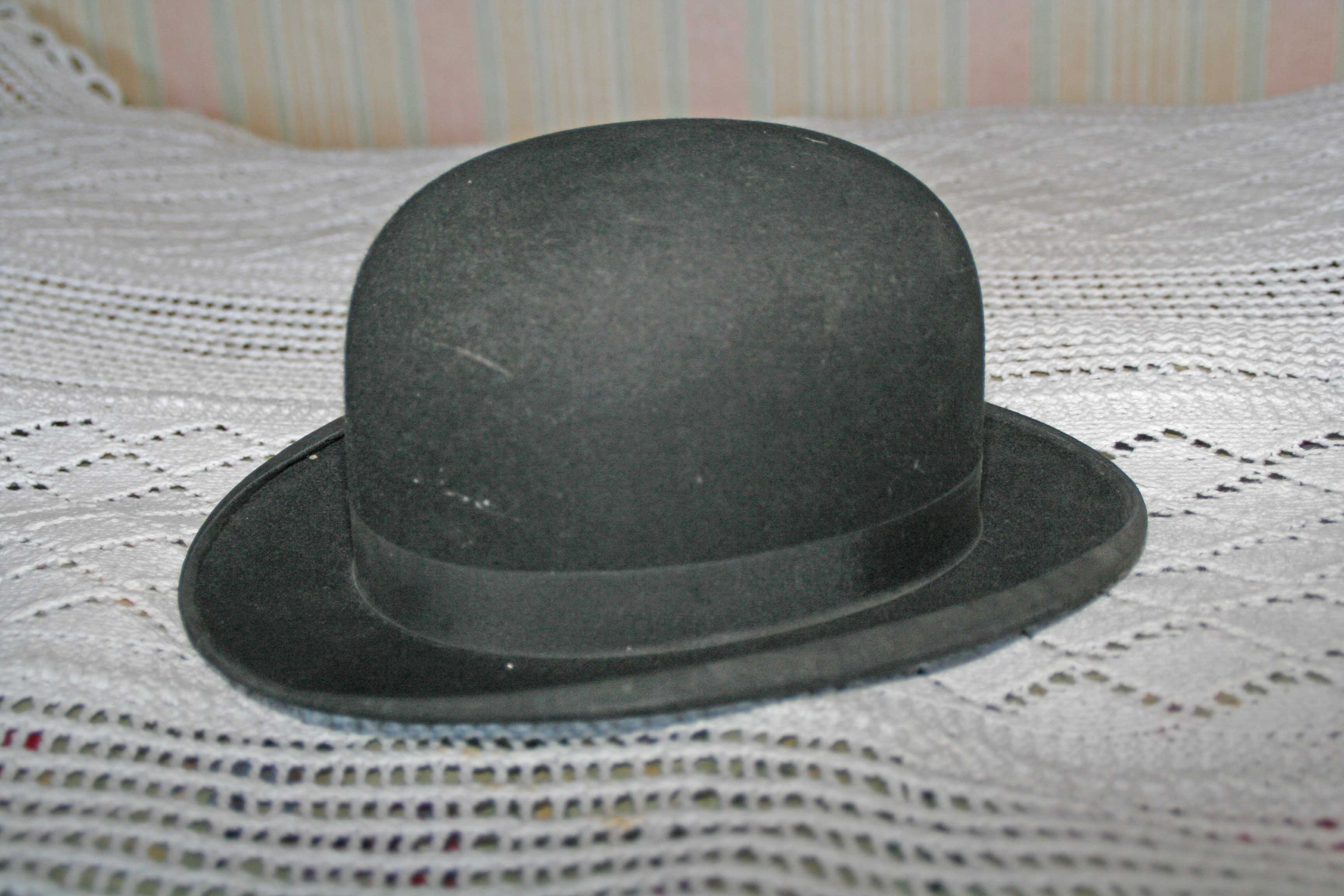
Eine Melone gehört ebenso zur typischen Ausstattung Maigrets …

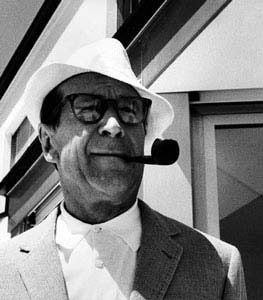
… wie die auch von seinem Schöpfer Simenon gern gerauchte Pfeife.

Maigret ist laut Maigret kämpft um den Kopf eines Mannes „eins achtzig groß, stark und breit wie ein Lastträger der Pariser Markthallen“. Sein Gewicht liegt mit 45 Jahren bei 100 Kilogramm oder nach anderen Angaben 210 Pfund. In Maigret und der Gehängte von Saint-Pholien lautet seine Beschreibung: „Ein großer, schwerfällig gebauter Mensch mit ausladenden Schultern.“ Er hat ein „fleischiges Gesicht, dessen Züge den Eindruck erwecken, als seien sie mit kräftigem Daumendruck in unbildsamen Ton geknetet“. Zu den typischen Kleidungsstücken Maigrets zählen eine Melone und ein Überzieher mit Samtkragen. Allerdings wehrt sich der Kommissar in seinen Memoiren selbst gegen die „blödsinnige Melone“, die er nur bei besonderen Anlässen trage. Maigret raucht Pfeife, wobei Maigrets Pfeife sogar einer Erzählung ihren Titel gab. Er isst mit Genuss und in großen Portionen und spricht gerne dem Alkohol zu. Oft bleibt er während seiner Ermittlungen durchgängig einem bestimmten Getränk treu, am liebsten trinkt er allerdings Bier.
Die einschüchternde Wirkung von Maigrets imposanter Statur paart sich mit einer oft demonstrativ zur Schau gestellten Ruhe und Beharrlichkeit. In Maigret und der Gehängte von Saint-Pholien heißt es an einer Stelle: „Von seiner ganzen Erscheinung ging etwas Unerbittliches, Unmenschliches aus, das an einen Dickhäuter denken ließ, der auf ein Ziel zustapft und sich von keiner Macht der Welt mehr davon abbringen lässt.“ Gleichzeitig ist Maigret geprägt von einer großen Menschlichkeit, von Sympathie, Mitgefühl und Verständnis für den Einzelnen. Maigrets Ethik gehorcht der Maxime „Richte nicht“, und bei seinen Ermittlungen geht es ihm eher um das Verständnis für die Tat als um die Verurteilung des Täters. Vor allem die „kleinen Leute“ betrachtet er als „seine Leute“, denen er sich zugehörig fühlt. Zwischen kleinen Ganoven und der Polizei entsteht für Maigret ein Gefühl von Zusammengehörigkeit, das er in Maigrets Memoiren erläutert: „Wir stehen diesseits und jenseits der Schranke, das steht fest. Aber wir sitzen auch bis zu einem gewissen Grad im selben Boot.“
Zu Vertretern der Bourgeoisie oder der Aristokratie wahrt Maigret hingegen stets Distanz. Laut Beschreibung in Maigret und die Keller des „Majestic“ ist Maigret „ein Plebejer bis auf die Knochen, bis ins Mark“. Im Ambiente eines Luxushotels fühlt er sich nicht zugehörig und reagiert mit Feindseligkeit. Als ermittelnder Kommissar steht Maigret oft in Konflikt mit dem zugeordneten Untersuchungsrichter. Simenon beschrieb selbst in einem Interview: „Maigret fand schon die Begegnungen mit gewissen Untersuchungsrichtern unerträglich, die gewiß sehr liebenswürdig sein konnten, aber zur Bourgeoisie gehörten und dachten, sie könnten ihren Beruf ausüben, ohne irgend etwas von Menschen zu verstehen, einfach indem sie den bürgerlichen Grundsätzen folgten, die man ihnen eingeimpft hatte. Was für eine Art Recht kann man da schon sprechen?“ Zu einem dauerhaften Antagonisten in der Maigret-Reihe wird vor allem der Untersuchungsrichter Coméliau, der im Non-Maigret-Roman Brief an meinen Richter auch einen eigenständigen Auftritt hat.

### Maigrets Methode
Maigrets berühmte „Methode“ wird in zahlreichen Romanen der Reihe dargelegt. Seine Ermittlungserfolge basieren auf Intuition, der Maigret weit eher vertraut als akribisch-wissenschaftlichem Vorgehen. So heißt es in Maigrets Geständnis, „der Kommissar mißtraute rationalen Argumenten“, der Logik und dem „gesunden Menschenverstand“, deren Anwendung bloß zu den entsetzlichsten Justizirrtümern beigetragen hätte. Maigrets Intuition wird gespeist durch seine Vorstellungskraft und sein Einfühlungsvermögen, wenn er etwa in Maigret und die junge Tote das Leben eines jungen Mädchens gedanklich rekonstruiert, bis sein Verständnis für ihr Wesen am Ende den Täter überführt. Die Inspiration Maigrets, die oft von einem Schlüsselreiz ausgelöst wird, wird häufig mit der Arbeitsweise eines Romanschriftstellers, insbesondere mit der seines Schöpfers Simenon verglichen. Ähnlich wie Simenon seine Romane lange ausbrütete, um sie dann in einem kurzen, intensiven Rauschzustand niederzuschreiben, versinkt auch Maigret scheinbar in Passivität und Gleichgültigkeit, bis er ab einem bestimmten Moment, gewissermaßen mit einem „Klick“, spürt, dass er auf der richtigen Fährte ist, von der er mit einem Ausbruch von Aktivität und dem ihm eigenen Beharrungsvermögen nicht wieder ablässt.
In seiner Berufsausübung als Kriminalkommissar wird Maigret häufig mit einem Arzt verglichen, „den man in höchster Not gerufen und in dessen Hände der Patient sein Schicksal gelegt hat.“ In Maigrets erste Untersuchung beschreibt Simenon Maigrets heimlichen Berufswunsch als „Arzt und Priester in einem, einen Mann, der das Schicksal eines anderen auf den ersten Blick erfasste. […] Man wäre zu diesem Mann gegangen und hätte ihn um Rat gefragt, so wie man einen Arzt aufsucht. Er wäre so etwas wie ein ‚Schicksalsflicker‘ gewesen […], weil er sich in das Leben aller Menschen, in die Haut aller Menschen versetzen konnte.“ Zwar landet Maigret nach Abbruch des Medizinstudiums schließlich bei der Polizei, aber er fragt sich nun: „Sind nicht gerade Polizeibeamte manchmal ‚Schicksalsflicker‘?“ Seine besondere Fähigkeit eines „raccommodeur de destins“ („Einrenker, Flickschneider, Korrektor für Schicksale“), der seine Fälle am Ende einer befriedigenden Lösung zuführt, ist zur stehenden Redewendung für den Kommissar geworden, der sich in Maigrets Memoiren darauf beruft, die Floskel selbst eingeführt zu haben.

## Vorbilder

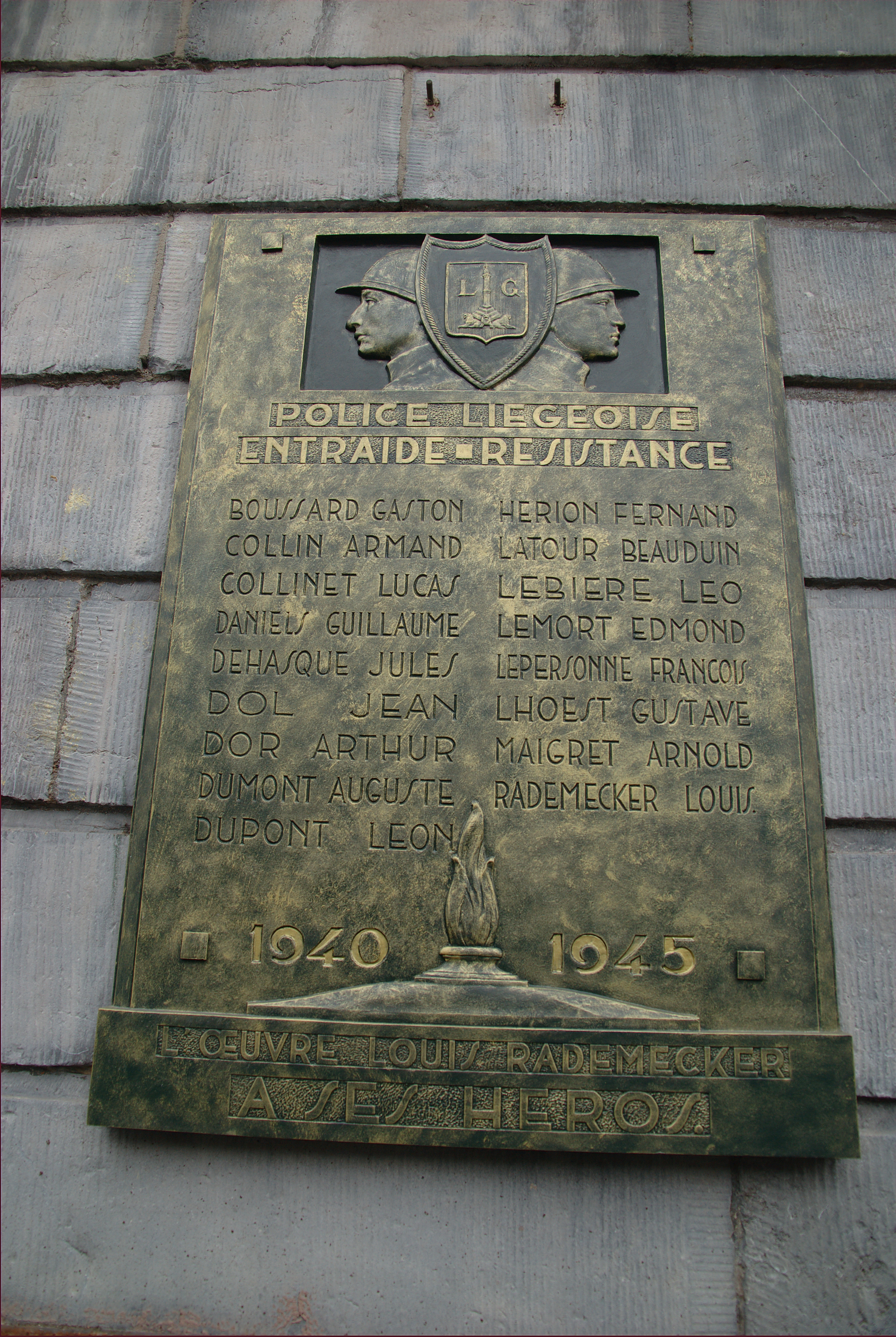
Gedenkplakette für die im Widerstand getöteten Polizisten Lüttichs während der deutschen Besatzung, darunter auch Arnold Maigret

Zu den möglichen Vorbildern Maigrets existieren eine ganze Reihe von Theorien. In Simenons Heimatstadt Lüttich gab es tatsächlich einen Polizeibeamten namens Maigret, den Simenon bei seiner Tätigkeit als Polizeireporter kennengelernt haben könnte. Arnold Maigret wurde unter der deutschen Besatzung Belgiens deportiert und starb in einem Konzentrationslager. Simenon selbst verwies auf andere Polizisten, die einen Einfluss auf die Figur Maigrets gehabt hätten: einen Freund seines Großvaters und pensionierten Kommissar namens Saint-Hubert sowie zwei Star-Polizisten des damaligen Frankreichs: Georges Massu und Marcel Guillaume. Den Namen Maigret habe er dagegen einem Nachbarn an der Pariser Place des Vosges entlehnt, der sich später bei dem berühmt gewordenen Schriftsteller beschwerte, dass sein Name für einen „gewöhnlichen Polizisten“ herhalten musste.
Auch in Simenons Familie gibt es Vorbilder für die Figur Maigrets. Der Biograf Patrick Marnham verweist bezüglich vergleichbarer Statur und Autorität auf Simenons Urgroßvater und Großvater väterlicherseits, bezüglich seiner Ruhe und seinem Verständnis, insbesondere für die Eskapaden seines Sohnes, auf Simenons Vater Désiré. Simenon, der seinen Vater sein Leben lang idealisierte und verehrte, gab selbst an, einige von dessen Charakterzügen an Maigret weitergegeben zu haben. In einem Interview bekannte er zudem: „Ich wollte Maigret das Alter meines Vaters geben“.
Zu Simenons eigener Biografie gibt es ebenfalls Parallelen: Maigret teilt einige Kindheitserinnerungen seines Autors, dieser hatte selbst zehn Jahre in Paris gelebt und ließ den Kommissar der Pariser Kriminalpolizei auch an viele andere von ihm besuchte Orte reisen. Wie Maigret rauchte Simenon Pfeife und teilte dessen Vorliebe fürs Essen und Trinken. Befragt zur Ähnlichkeit zwischen Autor und Figur gab er jedoch ganz unterschiedliche Antworten. 1963 beharrte er: „Die Behauptung, ich identifiziere mich mit Maigret, ist eine weitere Legende. Ich habe mir nie eingebildet, Maigret zu ähneln.“ 1976 dagegen nannte er Maigret „eine der wenigen von mir geschaffenen Figuren, mit denen ich einiges gemein hatte“.

## Stellung in der Kriminalliteratur
Der klassische Kriminalroman besteht nach Ulrich Schulz-Buschhaus aus einer Mischung der Bestandteile mystery, action und analysis. In den Maigret-Romanen hingegen treten die ersten beiden Elemente gegenüber der psychologischen Analyse fast vollständig in den Hintergrund. Nicht die Suche nach dem Täter steht im Mittelpunkt, sondern das Verstehen der Tat. Dabei umgibt das Verbrechen bei Simenon keine Aura eines Mysteriums, es entsteht aus dem Alltag und ist selbst zur Alltäglichkeit geworden. Die Täter sind keine dämonischen Verbrecher, sondern Normalbürger, deren Tat aus einer Krisensituation entsteht. Auch Maigret ist kein exzentrischer Detektiv, sondern ein in den Polizeiapparat integrierter Kleinbürger. In ihrer Gewöhnlichkeit werden Kommissar und Täter gleichermaßen zu Identifikationsfiguren für den Leser.
Für Helmut Heißenbüttel gab es vor dem Auftritt Maigrets zwei klassische Typen von Detektiven: diejenigen, die ihre Fälle in erster Linie durch Gewalt aufklären, und jene in der Tradition von C. Auguste Dupin oder Sherlock Holmes, die ihre Fälle durch logische Schlussfolgerungen lösen. In der Figur des Kommissars Maigret sieht er eine „entscheidende Übergangsposition“ für die Entwicklung der Gattung des Kriminalromans und einen neuen „Prototyp“, der sich in der Tarnung eines „vom Lande stammenden großstädtischen Kleinbürgers“ in das Leben der Verdächtigen einschleiche. Durch die große Nähe des Kommissars zu Täter und Opfer bis hin zur Identifikation ergebe sich eine „leidende Verbundenheit“, die dazu führen kann, dass er am Ende gar den Täter deckt oder sich selbst richten lässt. Laut Reclams Kriminalromanführer ist Maigret „das genaue Gegenteil von Holmes“. Seine Vorgehensweise beruht darauf, sich mit dem Milieu des Falles vertraut zu machen, mit den Personen zu reden, zu trinken und ihre Reaktionen zu beobachten, bis sich einer der Beteiligten der „massigen Persönlichkeit Maigrets“ als nicht gewachsen erweist und dem Kommissar die Hintergründe des Verbrechens offenbart.
Simenon ließ sich bei der Erschaffung seiner Figur Maigret und den Romanen der Reihe nur wenig von der zeitgenössischen oder klassischen Kriminalliteratur beeinflussen. Er hatte kein großes Interesse an anderen Krimi-Autoren und las auch nur wenige Kriminalromane. Julian Symons wertet: „Die Maigret-Romane stehen für sich allein auf dem Gebiet der Kriminalliteratur, ja sie haben kaum Beziehung zu den übrigen Werken des Genres.“ Pierre Boileau und Thomas Narcejac gehen sogar so weit, dass Simenons Romane tatsächlich gar keine Krimis seien. Zwar bediene er sich der Technik des Genres, aber in seinem Fokus auf die Hintergründe menschlichen Verhaltens könne „man ihn nicht zu den Detektivromanautoren rechnen. Lediglich dank eines Mißverständnisses gilt Maigret als einer der größten Detektive.“
Dennoch wurden die Maigret-Romane wegweisend für einen neuen, psychologisch geprägten Typ von Kriminalliteratur, den gerade Boileau und Narcejac oder etwa Patricia Highsmith verkörpern. Arnold Arens sieht in dieser Hinsicht „Simenons innovatorische Leistung“ vergleichbar mit jener von Dashiell Hammett, dem „Vater“ des Hardboiled detective. Der erste deutschsprachige Kriminalschriftsteller von Bedeutung, Friedrich Glauser, schuf seine Figur des Wachtmeister Studer nach dem Vorbild Maigrets. Glauser übernahm laut Walter Obschlager „inhaltliche, atmosphärische, ja sogar sprachliche Elemente“ aus Maigret kämpft um den Kopf eines Mannes in seinen Kriminalromanerstling Schlumpf Erwin Mord. Auch Friedrich Dürrenmatts Kriminalromane zeigen eine Verwandtschaft zu Simenons Maigret-Reihe. So bildete nach Ansicht Armin Arnolds Maigrets erste Untersuchung die Anregung für Der Richter und sein Henker, und Reclams Kriminalromanführer führt den Plot von Das Versprechen zurück auf Maigret stellt eine Falle. Ulrich Schulz-Buschhaus sieht schließlich die „Mischung von Abenteuern und Behaglichkeit“ der stereotyp verklärten Polizeiarbeit im Zentrum deutscher Fernsehkrimiserien wie Derrick oder Der Alte wesentlich von der Maigret-Serie beeinflusst.

## Werke und Adaptionen

### Romane und Erzählungen
Die 75 Romane der Maigret-Reihe erschienen im französischen Original in drei Pariser Verlagen. Die ersten 19 Romane von Monsieur Gallet, décédé und Le Pendu de Saint-Pholien bis zum geplanten Abschluss der Reihe mit dem schlichten Titel Maigret publizierte von 1931 bis 1934 Simenons damaliger Hausverlag Fayard. Während des Zweiten Weltkriegs brachte die Éditions Gallimard in den Jahren 1942 und 1944 die beiden Sammelbände Maigret revenant und Signé Picpus mit jeweils drei neuen Maigret-Romanen heraus. Auch der Großteil der 28 Maigret-Erzählungen entstand in den Kriegsjahren und erschien, nach einer Erstpublikation in verschiedenen Zeitschriften, in Buchausgaben von Gallimard. Mit seiner Übersiedlung nach Amerika wechselte Simenon zum Verlag Presses de la Cité, der vom Band La Pipe de Maigret im Jahr 1947 bis zum letzten Roman Maigret et Monsieur Charles 1972 Simenons Werke veröffentlichte.
Die ersten deutschen Übersetzungen erschienen in den Jahren 1934 bis 1935 in der Schlesischen Verlagsanstalt. Der Autor wurde hierbei als „Georg Simenon“ eingedeutscht, als Übersetzer fungierte Harold Effberg, ein Pseudonym des Juristen Harold Friedeberg. Nach dem Krieg dauerte es lange, bis die international erfolgreiche Serie auch für das deutschsprachige Publikum aufgelegt wurde. Einzelne Romane erschienen im Wiener Hammer Verlag sowie beim Detektiv-Club in Wiesbaden. Erst von 1954 bis 1975 brachte Kiepenheuer & Witsch – mit der Ausnahme von La Maison du juge und Maigret se fâche –  die gesammelten Maigret-Romane heraus. Der Großteil der Übersetzungen stammte vom Duo Hansjürgen Wille/Barbara Klau. Für einzelne Romane verpflichtete der Kölner Verlag aber auch bekannte zeitgenössische Schriftsteller wie Paul Celan (Hier irrt Maigret und Maigret und die schrecklichen Kinder) oder Milo Dor und Reinhard Federmann (Maigret und der Schatten am Fenster). Zeitlich versetzt publizierte der Münchner Heyne Verlag Taschenbuchausgaben der Romane. Nachdem der Zürcher Diogenes Verlag die Rechte am Gesamtwerk Simenons erworben hatte, erschienen Simenons Romane dort von 1978 an in Neuübersetzungen unter teilweise veränderten Titeln. In den Jahren 2008/2009 publizierte Diogenes eine Neuausgabe sämtlicher Maigret-Romane in 75 Bänden mit revidierten Übersetzungen. Abgeschlossen wurde die Werkausgabe mit dem Sammelband der 28 Erzählungen unter dem Titel Sämtliche Maigret-Geschichten. Seit 2018 bringt der Kampa Verlag überarbeitete Neuausgaben und -Übersetzungen sämtlicher Maigret-Romane und -Erzählungen heraus.

### Filme und Fernsehserien

Rupert Davies in Murder on Monday

Mehr als 30 Darsteller verkörperten die Figur des Kommissar Maigret in internationalen Film- und Fernsehproduktionen. Der erste Maigret-Darsteller war Pierre Renoir, der den Kommissar 1932 in der Verfilmung von La nuit du carrefour spielte. Noch im selben Jahr folgte Abel Tarride in der Verfilmung von Le chien jaune, im Folgejahr Harry Baur in der Filmadaption von La tête d’un homme. Während des Zweiten Weltkriegs war Albert Préjean in drei französischen Kinoproduktionen zu sehen. Der erste internationale Maigret war Charles Laughton im US-amerikanischen Film The Man on the Eiffel Tower von 1949. Zwischen 1958 und 1963 spielte Jean Gabin die Hauptrolle in den drei Maigret-Filmen Maigret tend un piège, Maigret et l’affaire Saint-Fiacre und Maigret voit rouge. 1966 reihte sich Heinz Rühmann mit Maigret und sein größter Fall in die Riege der Maigret-Darsteller ein. Auch in der Sowjetunion gab es mit Boris Tenin in insgesamt vier Produktionen einen einheimischen Maigret. 2022 übernahm Gérard Depardieu die Titelrolle in Maigret.
Die erste Serie mit Kommissar Maigret im deutschen Fernsehen stammte von der britischen BBC und wurde ab 1965 im ZDF ausgestrahlt. Die Serie Kommissar Maigret mit Rupert Davies in der Hauptrolle entwickelte sich sowohl in England als auch in Deutschland zum Straßenfeger und prägte das Bild des Kommissars in diesen Ländern. Die originale Titelmusik von Ron Grainer wurde für die deutsche Fassung durch einen Musette-Walzer von Ernst-August Quelle ausgetauscht, der große Popularität erreichte und – ungewöhnlich für die damalige Zeit – als Single veröffentlicht wurde.
In Frankreich war es insbesondere Jean Richard, der mit der Rolle des Maigret in 88 Folgen der Serie Maigret bekannt wurde. Die deutsche Synchronfassung strahlte ebenfalls das ZDF aus.
Insgesamt wurden folgende umfangreichere TV-Serien um Maigret produziert:
- 1960–1963: Großbritannien, mit Rupert Davies (52 Folgen + 1 TV-Film von 1969)
- 1964–1969: Italien, mit Gino Cervi, bekannt aus Don Camillo und Peppone (16 Folgen + 1 Kinofilm)
- 1964–1965: Niederlande, mit Kees Brusse (6 Folgen)
- 1967–1969: Niederlande, mit Jan Teulings (12 Folgen)
- 1967–1990: Frankreich, mit Jean Richard (88 Folgen)
- 1978: Japan, mit Kinya Aikawa (25 Folgen)
- 1991–2005: Frankreich, mit Bruno Cremer (54 Folgen)
- 1992–1993: Großbritannien, mit Michael Gambon (12 Folgen)
- 2016–2017: Großbritannien, mit Rowan Atkinson (4 Folgen)[99][100]

Auf die Frage nach den drei besten französischen Maigret-Darstellern nannte Simenon Pierre Renoir, „weil er verstand, daß sein Vorbild ein Beamter war“, Michel Simon, der den Kommissar nur in einem einzigen Film spielte, aber dies „ganz großartig“, und Jean Gabin, der „dank seiner einzigartigen Persönlichkeit die Rolle ausfüllte“. Demgegenüber konnte er der amerikanisierten Darstellung Jean Richards wenig abgewinnen. Von den internationalen Maigrets habe Rupert Davies alle übertroffen. Er identifizierte sich derart mit seiner Rolle, dass er sogar den Autor aufsuchte, um zu studieren, wie Maigret seine Pfeife handhabt. Als beste Madame Maigret galt Simenon keine europäische Darstellerin, sondern die Schauspielerin der japanischen Serie: „Sie entsprach meinen Vorstellungen von Maigrets Frau am besten!“

### Hörspiele und Hörbücher
Seit Beginn der 1950er Jahre, zum gleichen Zeitpunkt also, als Kiepenheuer & Witsch die Maigret-Romane erstmals einem größeren Publikum in deutschen Übersetzungen bekannt machte, wurden zahlreiche deutschsprachige Hörspiele und Hörbücher nach den Romanen und Erzählungen der Maigret-Reihe produziert. Einige Radioproduktionen entstanden noch vor den Buchveröffentlichungen und tragen daher auch abweichende Titel.
Besonders bekannt wurden die Funkbearbeitungen von Gert Westphal, der in den Jahren 1959 bis 1960 die Hörspiele Maigret und seine Skrupel, Maigret und die Groschenschenke, Maigret und die Unbekannte, Maigret und sein Revolver, Maigret und der gelbe Hund sowie Maigret und die Bohnenstange für den Südwestfunk einrichtete. Unter seiner Regie traten Leonard Steckel als Maigret, Annedore Huber-Knaus als Madame Maigret und Heinz Schimmelpfennig als Inspektor Lucas auf. Im Jahr 1961 wurden Westphals Bearbeitungen vom Bayerischen Rundfunk neu produziert. Unter der Regie von Heinz-Günter Stamm sprachen Paul Dahlke den Kommissar, Traute Rose seine Frau und Reinhard Glemnitz den Inspektor Lucas. Die Dahlke-Hörspiele Maigret und seine Skrupel, Maigret und der gelbe Hund, Maigret und die Bohnenstange sowie Maigret und die Groschenschenke veröffentlichte Der Audio Verlag im Jahr 2005 gemeinsam mit der RIAS-Produktion Maigret und die schrecklichen Kinder auf CD.
Im Jahr 2003 produzierten SFB-ORB, MDR und SWR eine Reihe von insgesamt acht Hörspielen in der Bearbeitung von Susanne Feldmann und Judith Kuckart. Es sprachen unter anderem Christian Berkel als Erzähler und Friedhelm Ptok als Kommissar Maigret. Die Hörspiele wurden von Steinbach sprechende Bücher auf CD veröffentlicht. Der Verlag hatte zuvor auch die ersten Maigret-Hörbücher produziert, die Fred C. Siebeck und Edgar M. Böhlke eingelesen hatten. Vom Jahr 2006 an produzierte der Diogenes Verlag eine neue Reihe von Hörbüchern mit den Sprechern Gert Heidenreich und Friedhelm Ptok. Die kürzeren Erzählungen Weihnachten mit Maigret und Maigrets Pfeife lasen Hans Korte und Jörg Kaehler ein. Seit 2018 liest Walter Kreye die Maigret-Romane und -Erzählungen für den Audio Verlag ein.

### Comics
Zwischen 1992 und 1997 erschien beim belgischen Verlag Lefrancq eine frankobelgische Comicserie namens Maigret, für die Odile Reynaud insgesamt fünf Maigret-Romane als Comic bearbeitete. Die Zeichnungen stammten von Philippe Wurm und Frank Brichau. Der Stuttgarter Ehapa-Verlag brachte zwischen 1993 und 1994 die ersten drei Bände Maigret und sein Toter, Maigret stellt eine Falle und Maigret bei den Flamen in deutscher Übersetzung heraus.